# Ett vinterhjärta
Ett vinterhjärta (franska: Un cœur en hiver) är en fransk romantikfilm från 1992 i regi av Claude Sautet.

## Roller (urval)
- Daniel Auteuil – Stéphane
- Emmanuelle Béart – Camille Kessler
- André Dussollier – Maxime
- Élisabeth Bourgine – Hélène
- Brigitte Catillon – Régine Noblet
- Myriam Boyer – Mme. Amet
- Maurice Garrel – Louis Lachaume
- Jean-Luc Bideau – Ostende
- Jean-Claude Bouillaud – Carlo
- Stanislas Carré de Malberg – Brice